# 1938 год в спорте
Список 1938 год в спорте перечисляет спортивные события, произошедшие в 1938 году.

## СССР
- Чемпионат СССР по боксу 1938;
- Чемпионат СССР по волейболу среди женщин 1938;
- Чемпионат СССР по волейболу среди мужчин 1938;
- Чемпионат СССР по классической борьбе 1938;
- Создан баскетбольный клуб УГМК;

### Футбол
- Кубок СССР по футболу 1938;
- Кубок Украинской ССР по футболу 1938;
- Чемпионат СССР по футболу 1938;
- Созданы клубы:
  - «Дебед»;
  - «Костулены»;
  - «Тилигул-Тирас»;

## Международные события
- АВРО-турнир 1938;
- Джиро д’Италия 1938;
- Чемпионат Европы по баскетболу среди женщин 1938;
- Чемпионат Европы по борьбе 1938;
- Чемпионат Европы по водным видам спорта 1938;
- Чемпионат Европы по лёгкой атлетике 1938;
- Чемпионат Европы по фигурному катанию 1938;
- Чемпионат мира по бобслею 1938;
- Чемпионат мира по настольному теннису 1938;
- Чемпионат мира по гандболу среди мужчин 1938;
- Чемпионат мира по горнолыжному спорту 1938;
- Чемпионат мира по лыжным видам спорта 1938;
- Чемпионат мира по снукеру 1938;
- Чемпионат мира по спортивной гимнастике 1938;
- Чемпионат мира по тяжёлой атлетике 1938;
- Чемпионат мира по фехтованию 1938;
- Чемпионат мира по фигурному катанию 1938;
- Чемпионат мира по футболу 1938;
- Чемпионат мира по хоккею с шайбой 1938.

## Персоналии

### Родились
январь
- 2 января — Нодар Парсаданович Ахалкаци, советский футболист (нападающий) и тренер († 1998).
- 4 января — Борис Дмитриевич Гришин, советский ватерполист, серебряный и бронзовый призёр Олимпийских игр.
- 7 января — Рауно Аалтонен, финский пилот ралли.
- 15 января — Владимир Суренович Будагов, советский футболист (полузащитник и нападающий) и тренер.
- 24 января — Дьюла Тёрёк, венгерский боксёр наилегчайшей весовой категории, чемпион летних Олимпийских игр 1960 года в Риме.
- 27 января — Виктор Францевич Жданович, советский спортсмен, рапирист, трёхкратный Олимпийский чемпион, многократный чемпион мира (1959, 1960, 1961, и 1963 годов), многократный чемпион СССР.
- 28 января — Леонид Иванович Жаботинский советский штангист, выступавший в супертяжёлом весе. Двукратный олимпийский чемпион (1964, 1968) по тяжёлой атлетике, чемпион мира (1964—1966, 1968), чемпион Европы (1966, 1968), пятикратный чемпион СССР (в 1964—1969). Установил 20 рекордов СССР и 19 мировых рекордов.

февраль
- 1 февраля — Рита Николаевна Ачкина, советская лыжница, призёрка Олимпийских игр, чемпионка мира.
- 11 февраля — Мохаммед Гаммуди, тунисский бегун на длинные дистанции, олимпийский чемпион, участник трёх олимпийских игр.
- 15 февраля — Михаил Израилевич Авербух, советский футболист, вратарь.
- 18 февраля — Иван Васильевич Бугаенков, советский волейболист, двукратный олимпийский чемпион (1964 и 1968), двукратный чемпион мира (1960 и 1962), обладатель Кубка мира 1965, чемпион Европы 1967.
- 19 февраля
  - Оливер Тейлор, австралийский боксёр легчайшей весовой категории; бронзовый призёр летних Олимпийских игр в Риме.
  - Станислав Яковлевич Беликов, советский футболист и тренер.
- 24 февраля
  - Фил Найт, американский бегун, сооснователь и председатель совета директоров крупнейшего в мире производителя спортивной одежды и обуви Nike.
  - Эмма Васильевна Гапченко, советская спортсменка в стрельбе из лука.
- 25 февраля
  - Херб Эллиот, австралийский спортсмен, один из лучших бегунов на средние дистанции конца 1950-х — начала 1960-х годов.
  - Вячеслав Александрович Белов, белорусский советский пятиборец († 2010).

март
- 7 марта — Аристиде Гуарнери, итальянский футболист, защитник.
- 8 марта — Джорджо Пуя, итальянский футболист, защитник.
- 22 марта — Предраг Остоич, сербский, ранее югославский, шахматист, гроссмейстер († 1996).
- 25 марта — Фриц д’Орей, бразильский автогонщик.

апрель
- 1 апреля — Лери Давидович Гоголадзе, советский ватерполист, вратарь, серебряный призёр Олимпийских игр.
- 5 апреля — Анатолий Александрович Азаренков, советский футболист, нападающий и тренер.
- 7 апреля — Юрий Александрович Варламов, советский футболист, полузащитник, нападающий († 2010).
- 10 апреля — Моник Баэльден-Горски, французская гимнастка.
- 20 апреля — Бетти Катберт, австралийская легкоатлетка, четырёхкратная олимпийская чемпионка.
- 28 апреля — Виктор Максимович Банников, советский футболист, вратарь († 2001).

май
- 5 мая — Барбара Вагнер, канадская фигуристка.
- 6 мая — Юрий Павлович Афанасьев, советский хоккеист с мячом, заслуженный мастер спорта СССР, двукратный чемпион мира.
- 10 мая — Мануэль Сантана, испанский теннисист и теннисный тренер.
- 20 мая — Кристина Бас-Кайсер, нидерландская конькобежка, Олимпийская чемпионка 1972 года.
- 23 мая — Владимир Иванович Перетурин, советский футболист (защитник) и спортивный комментатор.
- 25 мая
  - Анатолий Константинович Астахов, советский баскетболист, советский и российский баскетбольный тренер.
  - Людмила Степановна Булдакова, советская волейболистка, связующая. Двукратная олимпийская чемпионка (1968 и 1972), серебряный призёр Олимпийских игр 1964, трёхкратная чемпионка мира (1956, 1960 и 1970), серебряный призёр чемпионата мира 1962, трёхкратная чемпионка Европы (1958, 1967, 1971), семикратная чемпионка СССР († 2006).
- 28 мая — Джерри Уэст, американский баскетболист.

июнь
- 15 июня
  - Абильсеит Рустемович Айханов, советский и казахстанский мастер спорта по вольной борьбе, 11-кратный чемпион Казахской ССР в тяжёлом и полутяжёлом весе (1958—1969).
  - Антанас Леонович Багдонавичюс, советский гребец, серебряный призёр Олимпийских игр 1960 года в классе распашных двоек с рулевым, бронзовый призёр Олимпиады 1968 года в классе восьмёрок.
  - Владимир Алексеевич Бреднев, советский футболист, полузащитник.
- 29 июня — Джампаоло Меникелли, итальянский футболист, полузащитник.
- 30 июня — Билли Миллс, американский стайер, олимпийский чемпион в беге на 10 000 метров. Второй в истории США олимпийский чемпион — представитель коренных народов Америки.

июль
- 4 июля
  - Эрни Питерсе, южноафриканский гонщик Формулы-1 1960-х годов.
  - Виликтон Иннокентьевич Баранников, советский боксёр, обладатель Кубка мира (1964), серебряный призёр Олимпийских игр (1964), победитель чемпионата Европы 1965 г. († 2007).
- 6 июля — Олег Петрович Базилевич, советский футболист и футбольный тренер.
- 8 июля — Вим ван дер Верф, нидерландский футбольный вратарь.
- 20 июля — Хайнц Штрель, немецкий футболист, нападающий († 1986).

август
- 9 августа
  - Род Лейвер, австралийский теннисист, 11-кратный победитель турниров Большого шлема в одиночном разряде.
  - Отто Рехагель, немецкий футболист и тренер.
- 14 августа — Виктор Александрович Аристов, советский, украинский футболист и тренер.
- 21 августа — Виталий Григорьевич Данилов, игрок сборной СССР по хоккею с мячом, футболист († 2005).
- 22 августа — Игорь Константинович Деконский, советский хоккеист, нападающий, серебряный призёр чемпионата мира и чемпион Европы († 2002).
- 24 августа — Жозе Алтафини, бразильский и итальянский футболист, нападающий.
- 30 августа — Абель Лаудонио, аргентинский боксёр, бронзовый призёр летних Олимпийских игр в Риме († 2014).

сентябрь
- 15 сентября — Рафаэль Осуна, мексиканский теннисист († 1969).

октябрь
- 4 октября
  - Вилли Шульц, немецкий футболист, защитник.
  - Валентин Васильевич Денисов, знаменитый советский футболист, нападающий, полузащитник.
- 7 октября — Энн Хейдон-Джонс, британская теннисистка.
- 8 октября — Фред Столл, австралийский теннисист, тренер и спортивный комментатор.
- 13 октября — Батраз Магометович Борукаев, советский борец, пятикратный чемпион РСФСР, чемпион СССР в командном зачёте по вольной борьбе.
- 18 октября — Ги Ру, французский футболист и тренер.
- 29 октября — Уилберт Макклюр, американский боксёр средней весовой категории.
- 30 октября — Юрий Викторович Борисов, советский и российский хоккеист-нападающий и хоккейный тренер.

ноябрь
- 4 ноября — Виталий Фёдорович, Дырдыра, советский яхтсмен, олимпийский чемпион.
- 5 ноября — Сесар Луис Менотти, аргентинский футболист и тренер.
- 11 ноября — Антс Артурович Антсон, советский эстонский конькобежец, олимпийский чемпион 1964 года на дистанции 1500 м.
- 18 ноября — Карл Шранц, австрийский горнолыжник, доминировавший в мужском горнолыжном спорте во второй половине 1960-х и начале 1970-х годов.
- 24 ноября — Оскар Робертсон, американский профессиональный баскетболист.
- 29 ноября — Владимир Семёнович Голованов, советский тяжелоатлет, чемпион Олимпийских игр 1964 года († 2003).
- 30 ноября — Алла Николаевна Багиянц, советская спортсменка, чемпионка СССР (1969) и чемпионка мира (1968) по трековым велогонкам.

декабрь
- 2 декабря — Луис Артиме, аргентинский футболист, нападающий.
- 17 декабря — Питер Снелл, новозеландский бегун на средние дистанции, трёхкратный олимпийский чемпион.
- 30 декабря — Арон Гиршевич Боголюбов, советский спортсмен (дзюдо и самбо).

Точная дата рождения неизвестна
- Владимир Григорьевич Андриенко, советский футболист, нападающий. Серебряный призёр чемпионата СССР 1966 года († 1991).
- Юрий Сергеевич Анисимов, советский спортсмен по парусному спорту († 2012).
- Алиса Борисовна Антипина, советская баскетболистка.

### Скончались
- 28 января — Бернд Роземайер, немецкий гонщик, чемпион Европы 1936 года (род. 1909).
- 16 апреля — Стив Блумер, английский футболист, нападающий (род. 1874).
- 4 мая — Кано Дзигоро, японский мастер боевых искусств, создатель дзюдо, основатель школы Кодокан (род. 1860).
- 3 июня — Джон Джесус Флэнаган, американский легкоатлет, трёхкратный чемпион летних Олимпийских игр (род. 1873).
- 15 сентября — Фердинанд Гюппе, немецкий бактериолог и гигиенист первыйм президент Немецкого футбольного союза (род. 1852).
- 2 октября — Андре Лагаш, французский автогонщик (род. 1885).